# Schefflera grayi
Schefflera grayi är en araliaväxtart som först beskrevs av Berthold Carl Seemann, och fick sitt nu gällande namn av David Gamman Frodin. Schefflera grayi ingår i släktet Schefflera och familjen araliaväxter. Inga underarter finns listade.